# Євтушенко Ірина Михайлівна
Євтушенко Ірина Михайлівна (д.н. 17.12.1961 р.) — викладач кафедри фізичного виховання, майстер спорту міжнародного класу з баскетболу;тренер з баскетболу дівчат.

## Життя та творчість
Закінчила Київський Національний інститут фізичного культури і отримала повну вищу освіту за спеціальністю «Фізична культура та спорт» та здобула кваліфікацію тренера з баскетболу, викладача фізичного виховання.[джерело?]
10-ти кратна чемпіонка України, володар Кубку СРСР, володар Кубку Ранкетті в 1988 р. грала в команді «Динамо» Київ з 1979—1991 рр. Майстер спорту України міжнародного класу.[джерело?]
викладач кафедри фізичного виховання[джерело?]
майстер спорту міжнародного класу з баскетболу[джерело?]
володар кубку європейських чемпіонів з баскетболу серед жіночих команд в складі команди «Динамо» Київ[джерело?]

## Інформація про діяльність
2006—2007 навчального року змагання з баскетболу серед жіночих команд входять до програми Спартакіади студентів НУБіП України. В останні роки проводяться змагання з баскетболу 3 х 3 (стрітболу). Так у березні 2007 року у спартакіаді студентів університету з баскетболу взяли участь тільки 3 збірні команди навчально-наукових інститутів, то у 2018 році — 13 команд (з баскетболу 3 х 3).[джерело?]
У 2018 році створено баскетбольний клуб НУБіП України. З листопада 2018 року збірна команда НУБіП України вперше бере участь у XVIII чемпіонаті України з баскетболу серед жіночих команд вищої ліги сезону 2018—2019 років.[джерело?]
листопада 2018 року збірна команда НУБіП України вперше бере участь у Кубку України з баскетболу серед жіночих команд. [джерело?]

### Здобутки секції
1 місце — змагання серед збірних команд студентів ЗВО, які розташовані на території Голосіївського району міста Києва (27.11.2018).[джерело?]
1 місце команда НУБіП України — Всеукраїнські спортивні ігри серед студентів аграрних ЗВО ІІІ-ІУ р.а. Міністерства аграрної політики та продовольства України (м. Київ, НУБіП України, 2-4.10.2018 р.). Тренер команди Ірина Євтушенко.[джерело?]
ІХ чемпіонат України з баскетболу серед студентських команд «Студентська баскетбольна ліга України» (СБЛУ) сезону 2017—2018 років. Київський регіональний етап (перший з трьох етапів змагань. Тренер команди Ірина Євтушенко. Жіноча команда НУБіП України виступала у дивізіоні «Б» і зайняла 3 місце з чотирьох команд.[джерело?]
1 місце команда НУБіП України — фінальні змагання Всеукраїнських спортивних ігор серед студентів аграрних ВНЗ III—IV рівня акредитації з баскетболу серед жіночих команд (4-6.10.2016 м. Київ). Змагання з баскетболу серед жіночих команд включені до програми Ігор у 2002 році. Вперше за історію проведення Ігор команда НУБіП України виборола перше місце. [джерело?]
4 місце — студентська баскетбольна ліга України, Київський етап (лютий-квітень 2017 рік, м. Київ). В турнірі брали участь 8 команд. Команда НУБіП України вперше брала участь в цих змаганнях, але нам не вдалося пробитися до фінальних змагань, пропустили вперед команди НУФВСУ і Педагогічний університет ім. М.Драгоманова.[джерело?]
2 місце — щорічний всеукраїнський турнір серед аматорських команд «Бровари-Баскет» (березень 2017 року, м. Бровари). Команда НУБіП України традиційно щорічно бере участь у різноманітних турнірах серед аматорських команд.[джерело?]
4 місце — аматорський турнір «Ліга героїв» серед жіночих команд міста Києва (грудень 2016 — квітень 2017 р., м. Київ);[джерело?]
2 місце — змагання серед збірних команд студентів ВНЗ III—IV р.а., які розташовані на території Голосіївського району міста Києва зі стрітболу 3х3 серед жіночих команд (29.03.2017, м. Київ). [джерело?]
4-6 жовтня 2016 року на території спортивного комплексу НУБіП України відбулися змагання Всеукраїнських спортивних ігор серед студентів аграрних вищих навчальних закладів III—IV рівня акредитації з баскетболу серед жіночих команд. В турнірі взяли участь три команди. Місця розподілились наступним чином: 1 місце — НУБіП Україн; 2 місце — Одеський національний аграрний університет, 3 місце — ВП НУБіП України «Ніжинський агротехнічний інститут». Протокол змагань можна переглянути тут. Вперше за історію проведення Ігор з 2002 року команда НУБіП України виборола перше місце. Вітаємо студентів-спортсменів і І. М. Євтушенко — викладача кафедри фізичного виховання відповідального за підготовку команди.[джерело?]

### Результати студентської баскетбольної жіночої збірної команди НУБіП України
Всеукраїнські спортивні ігри студентів аграрних ВНЗ III—IV рівнів акредитації Міністерства аграрної політики та продовольства України[джерело?]
- 1 місце — 2016, 2018
- 2 місце — 2010, 2012, 2014
- 3 місце — 2008
- 5 місце — 2002, 2006
- 6 місце — 2004